# بولين ليون
بولين ليون (بالفرنسية: Pauline Léon)‏ هي ثورية فرنسية، ولدت في 28 سبتمبر 1768 في باريس في فرنسا، وتوفيت في 5 أكتوبر 1838 في لاروش سور يون في فرنسا.